# Фабіо Дапрела
Фабіо Дапрела (нім. Fabio Daprelà, нар. 19 лютого 1991, Цюрих) — швейцарський футболіст, захисник клубу «Брешія».

## Клубна кар'єра
Народився 19 лютого 1991 року в місті Цюрих. Вихованець юнацьких команд футбольних клубів «Янг Феллоуз Ювентус» та «Грассгоппер».
У дорослому футболі дебютував 2007 року виступами за «Грассгоппер», в якому провів два сезони, взявши участь у 28 матчах чемпіонату.
Своєю грою за цю команду привернув увагу представників тренерського штабу клубу «Вест Гем Юнайтед», до складу якого приєднався в липні 2009 року. Відіграв за клуб з Лондона наступний сезон своєї ігрової кар'єри, проте зіграв лише у семи матчах чемпіонату.
До складу італійської «Брешії» приєднався 30 серпня 2010 року. Наразі встиг відіграти за клуб з Брешії 40 матчів в національному чемпіонаті.

## Виступи за збірні
2007 року дебютував у складі юнацької збірної Швейцарії, разом з якою брав участь у юнацькому (U-17) чемпіонаті Європи 2008 року та юнацькому (U-19) чемпіонаті Європи 2009 року, проте в обох турнірах збірна не змогла подолати груповий раунд. Всього Дапрела взяв участь у 27 іграх на юнацькому рівні, відзначившись 8 забитими голами.
З 2009 року залучався до складу молодіжної збірної Швейцарії, разом з якою став фіналістом молодіжного чемпіонату Європи 2011 року. Наразі на молодіжному рівні зіграв у 14 офіційних матчах.
2012 року захищав кольори олімпійської збірної Швейцарії на Олімпійських іграх 2012 року у Лондоні.

## Титули і досягнення
- Володар Кубка Швейцарії (1):

«Лугано»: 2021-22

## Статистика виступів

### Статистика клубних виступів
Статистика станом на 12 травня 2012 року
| Сезон   | Команда            | Чемпіонат | Чемпіонат | Чемпіонат | Coppa nazionale | Coppa nazionale | Coppa nazionale | Єврокубки | Єврокубки | Єврокубки | Інші змагання | Інші змагання | Інші змагання | Усього | Усього |
| Сезон   | Команда            | Ліга      | Ігор      | Голів     | Ліга            | Ігор            | Голів           | Ліга      | Ігор      | Голів     | Ліга          | Ігор          | Голів         | Ігор   | Голів  |
| ------- | ------------------ | --------- | --------- | --------- | --------------- | --------------- | --------------- | --------- | --------- | --------- | ------------- | ------------- | ------------- | ------ | ------ |
| 2007–08 | «Грассгоппер»      | СЛ        | 11        | 0         | КШ              | 0               | 0               |           |           |           |               |               |               | 11     | 0      |
| 2008–09 | «Грассгоппер»      | СЛ        | 16        | 0         | КШ              | 2               | 0               | КУЄФА     | 1         | 0         |               |               |               | 19     | 0      |
| 2009–10 | «Грассгоппер»      | СЛ        | 1         | 0         | КШ              | 0               | 0               |           |           |           |               |               |               | 1      | 0      |
| 2009–10 | «Вест Гем Юнайтед» | ПЛ        | 7         | 0         | КА              | 1               | 0               |           |           |           |               |               |               | 8      | 0      |
| 2010–11 | «Брешія»           | A         | 10        | 0         | КІ              | 1               | 0               |           |           |           |               |               |               | 11     | 0      |
| 2011–12 | «Брешія»           | B         | 30        | 1         | КІ              | 2               | 0               |           |           |           |               |               |               | 32     | 1      |
| Всього  | Всього             | Всього    | 75        | 1         |                 | 6               | 0               |           | 1         | 0         |               |               |               | 82     | 1      |